# Xoloateno
Xoloateno är en ort i Mexiko.   Den ligger i kommunen Teziutlán och delstaten Puebla, i den sydöstra delen av landet, 190 km öster om huvudstaden Mexico City. Xoloateno ligger 1 834 meter över havet och antalet invånare är 3 022.
Terrängen runt Xoloateno är lite bergig. Runt Xoloateno är det ganska tätbefolkat, med 179 invånare per kvadratkilometer. Närmaste större samhälle är Teziutlan, 1,8 km sydost om Xoloateno. I omgivningarna runt Xoloateno växer huvudsakligen savannskog.